# 笠間益三
笠間 益三（かさま ますぞう、弘化元年（1844年） - 明治30年（1897年）8月3日）は、明治期の漢学者、官吏、教育者。諱は広延、字を梧園、号に十六松園、含紫楼主人など。通称は辰之助と「旧柳川藩志」にある。

## 経歴
筑後国柳川藩の藩士として生まれる。「旧柳川藩志」では父は笠間太仲とする。「文久・慶応・明治家中変遷」では父の笠間太仲は奥州小路の笠間養左衛門の養子で、明治29年（1896年）までには広敦と改名し、三池郡手鎌に居住したとされる。
文久元年（1861年）に作成され、以降、加筆が行われた「侍帳」において助教の笠間養左衛門、句讀師から訓導寮頭兼務になっている笠間太仲が見える。文久3年頃（1863年）とされる「列並諸役人帳」に笠間益三の名は見えないが、助教に笠間養左衛門、訓導寮頭兼務に笠間太仲、句讀師に笠間辰之助の名が見える。また、「元治元年分限帳」（1864年）では小姓組に笠間太仲と辰之助の名が見える。
藩校・伝習館に学ぶ。伝習館の著名な後輩に海老名弾正がいる。漢学に秀でていたために句読師・寮長を歴任し、藩主の命を受け、戸次正三郎、戸次誠之助の3名で江戸に出て慶應3年（1867年）11月に昌平黌に入学。
昌平黌廃校に伴い、大学校に学び、助教授となる。明治3年（1870年）、大学校廃止により慶應義塾に入学し、卒業後の明治5年（1872年）9月、兵部省に出仕して陸軍省より『日本略史』を記し、頼山陽との共著『明治新撰日本政記』や日本史の教科書を多く記した。明治12年（1879年）に神奈川師範学校長となり、明治13年（1880年）福岡県立橘中学校長、明治20年（1887年）第五高等中学校講師となり、明治24年（1891年）3月第五高等学校（現・熊本大学）教授。漢詩を多く残している。また『鎮西餘響』には、「秋月悌次郎先生略伝」が収められている。

## 著作
笠間益三 国会図書館デジタルコレクション

### 編纂・校訂
- 『明治新撰日本政記 巻之1-12』（頼山陽 著、三尾重定・笠間益三 編、頼復 校閲）東崖堂、1880年。
- 『点註日本略史 巻之1』（石川鴻斎 校訂）高美甚左衛門、1881年。
- 『点註日本略史 巻之2』（石川鴻斎 校訂）高美甚左衛門、1881年。
- 『点註日本略史 巻之3』（石川鴻斎 校訂）高美甚左衛門、1881年。
- 『十八史略 巻之1-7』（信夫恕軒 校正、笠間益三 標注）東崖堂、1885年。
- 『小学日本史 巻1』東崖堂、1884年。
  - 『小学日本史 巻1 増補2版』東崖堂、1887年。
- 『小学日本史 巻2』東崖堂、1884年。
  - 『小学日本史 巻2 増補2版』東崖堂、1887年。
- 『小学日本史 巻3』東崖堂、1884年。
  - 『小学日本史 巻3 増補2版』東崖堂、1887年。
- 『尋常小学作文新篇 巻之1 - 4』（塙三蔵・菅沼文平 編、笠間益三 校）有則軒、1886年。
- 『鎮西餘響』（笠間益三 ほか編）、1893年。